# Tito Clelio Siculo
Tito Clelio Siculo (fl. V secolo a.C.) tribuno consolare romano.

## Consolato
Tito Clelio Siculo fu eletto tribuno consolare a Roma nel 444 a.C., con i colleghi Aulo Sempronio Atratino e Lucio Atilio Lusco.
(Tito Livio, "Ab Urbe Condita", IV, 7)
Dopo tre mesi si dovette dimettere, con gli altri colleghi, in quanto gli auguri avevano decretato che la loro nomina non era stata regolare.
(Tito Livio, "Ab Urbe Condita", IV, 7)